# Німлот (жрець Амона)
Німлот (д/н —бл. 845 до н. е.) — давньоєгипетський політичний діяч, верховний жрець Амона у Фівах 855—845 роках до н. е.

## Життєпис
Син фараона Осоркона II і цариці Джедмутесанх (ім'я якої також може писатися як Мутуджанхес). Про дату народження нічого невідомо. Послідовано обіймав керівні посади (з близько 870—865 років до н. е.) — головний рахівник, намісник Верхнього Єгипту, військовик, командувач армією, Верховний жрець Херішефа і Володар Пі-Сехемхеперра і Гераклеополя. Всі ці титули перераховуються на Каїрській стелі JDE 45327, датованій 16-м роком царювання Осоркона II, що відповідає близько 856 року до н. е.
Близько 855 року до н. е. Німлот вступає на посаду Верховного жерця Амона в Фівах, залишивши правління у Гераклеополі одному зі своїх синів. Це відбулося після повалення влади місцевих жерців, що у 874 році до н. е. оволідили Фіванським регіоном.
Вважається, що урядування Німлота було досить коротким, оскільки проти його призначення як Верховного жерця у Фівах виступила низка впливових фіванських родин, що зрештою призвело до тривалого 10-ти або 15-річного протистояння, яке ще більше послабило всю країну.
Німлот помер до закінчення правління свого батька. Його син Такелот (майбутній фараон Такелот II) отримав титул Першого Пророка Амона наприкінці царювання Осоркона II. Це підтверджується збереженими рельєфами в так званому «Храмі J» в Карнаці, які зображують Верховного жерця Такелота як головного учасника якоїсь релігійної церемонії, влаштованої на честь правлячого царя Єгипту Осоркона II.

## Родина
Дружина — Тентсепех III
Діти:
- Такелот, Верховний жрець Амона у 845—835 роках до н. е., Фараон у 840—815 роках до н. е.
- Каромама II, дружина фараона Такелота II
- Джедптахефанх, володар Гераклеополя з 856 року до н. е.
- Шепенсопдет I